# Диждовник
Диждо́вник (болг. Дъждовник) — село в Кирджалійській області Болгарії. Входить до складу общини Крумовград.

## Населення
За даними перепису населення 2011 року у селі проживала 61 особа, усі — турки.
Розподіл населення за віком у 2011 році:
Динаміка населення: